# Farní sbor Českobratrské církve evangelické ve Štramberku
Farní sbor Českobratrské církve evangelické ve Štramberku je sborem Českobratrské církve evangelické ve Štramberku. Sbor spadá pod Moravskoslezský seniorát.
Sbor byl založen roku 1956.
Sbor administruje f. Pavel Prejda, kurátorem sboru Josef Vašek.

## Faráři sboru
- Ludvík Klobása (1956–1967)
- Ludvík Klobása (1967–1968)
- Stanislav Kaczmarczyk (1983–1989)
- Jan Lukáš (1990)
- Jan Lukáš (1996–1997)
- jáhen Štěpán Marosz (1997–2002)
- František Hruška (2002–2018)